# Grote of Sint-Maartenskerk w Tiel
Grote of Sint-Maartenskerk (kościół św. Marcina) – protestancka świątynia znajdująca się w niderlandzkim mieście Tiel, w prowincji Geldria.

## Historia
Najstarszy kościół we tym miejscu wzniesiono w X wieku, w czasach Karolingów. Pierwsza pisemna wzmianka o budowli pochodzi 1317. Obecna świątynia powstała po pożarze miasta w 1420, a w 1431 rozpoczęto budowę wieży, trwającą do 1451. Jeszcze w XV wieku świątynia osiągnęła współczesne rozmiary. 10 stycznia 1558 zawaliła się iglica kościoła, niszcząc część budowli, szkody naprawiono w ciągu kolejnych 10 lat. W 1580 przejęty przez protestantów, podczas panowania francuskiego w latach 1672-1674 ponownie korzystali z niego katolicy, po czym wrócił w ręce kalwinistów. Świątynia została znacznie zniszczona podczas ostrzału miasta w 1945, odbudowa trwała do 1964.

## Architektura i wyposażenie
Świątynia gotycka, trójnawowa, o układzie bazylikowym. Nawa główna przykryta jest drewnianym stropem pseudokolebkowym, a nawy boczne – sklepieniami gwiaździstymi. Wnętrze zdobi miedziany pulpit z XVI wieku, marmurowe epitafium Stephanusa van Welterena z 1709 oraz organy z 1854 z warsztatu Christiana Gottlieba Friedricha Wittego, przeniesione w 1962 z Nieuwkerk w Dordrechcie. Na wieży kościoła zawieszonych jest 47 brązowych dzwonów karylionowych.

## Galeria

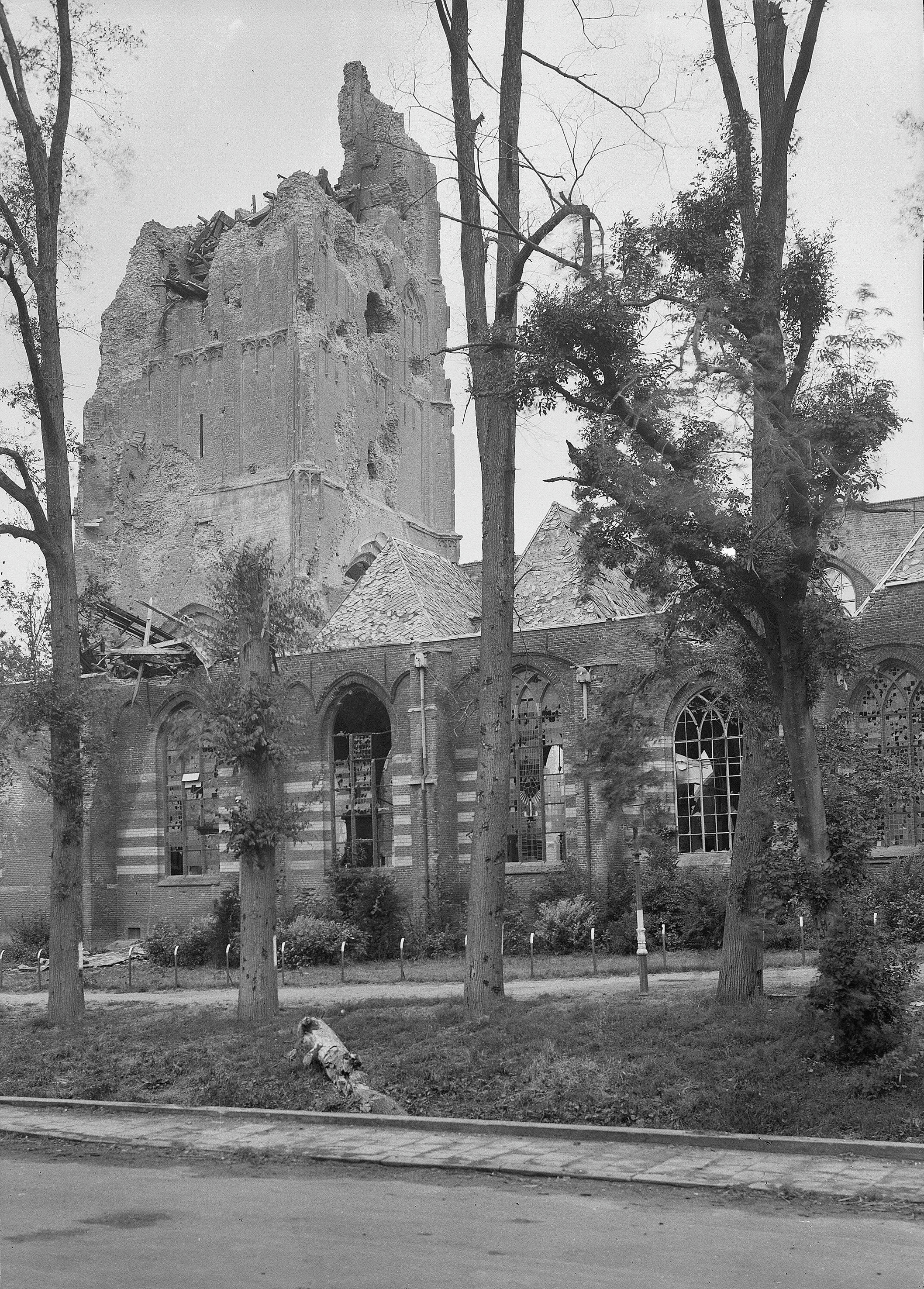
Zniszczony kościół w 1945
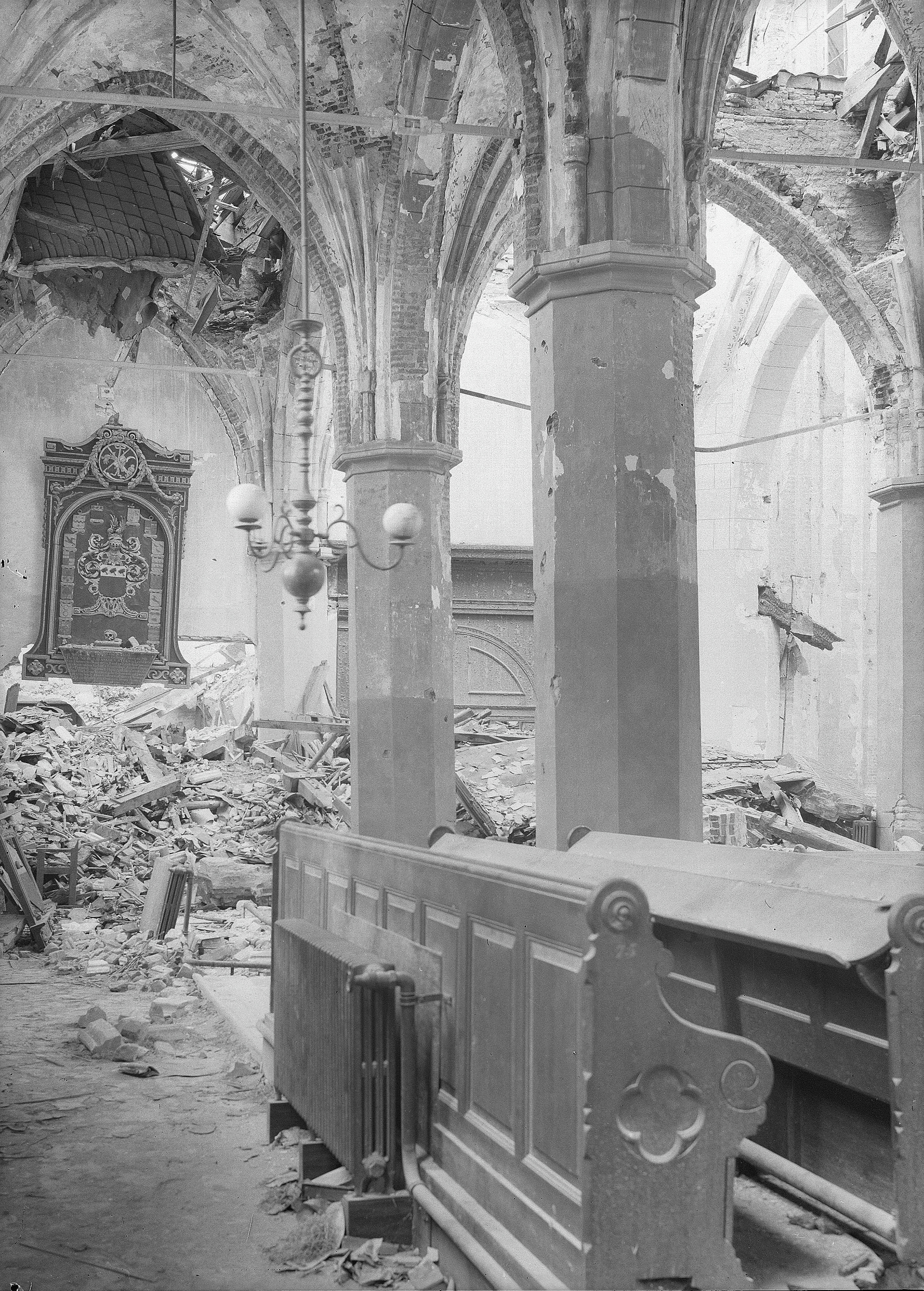
Wnętrze, 1945
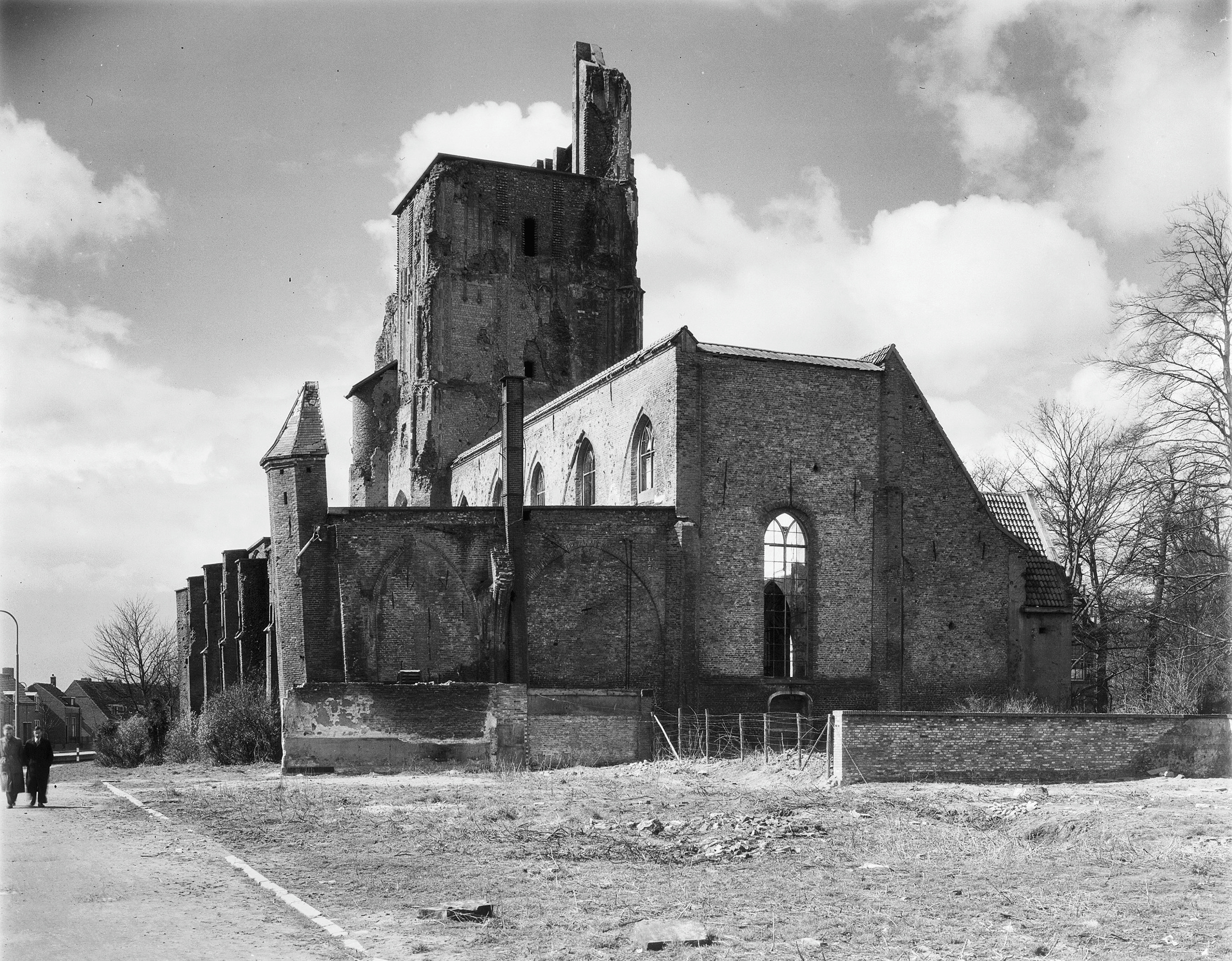
Kościół w 1952
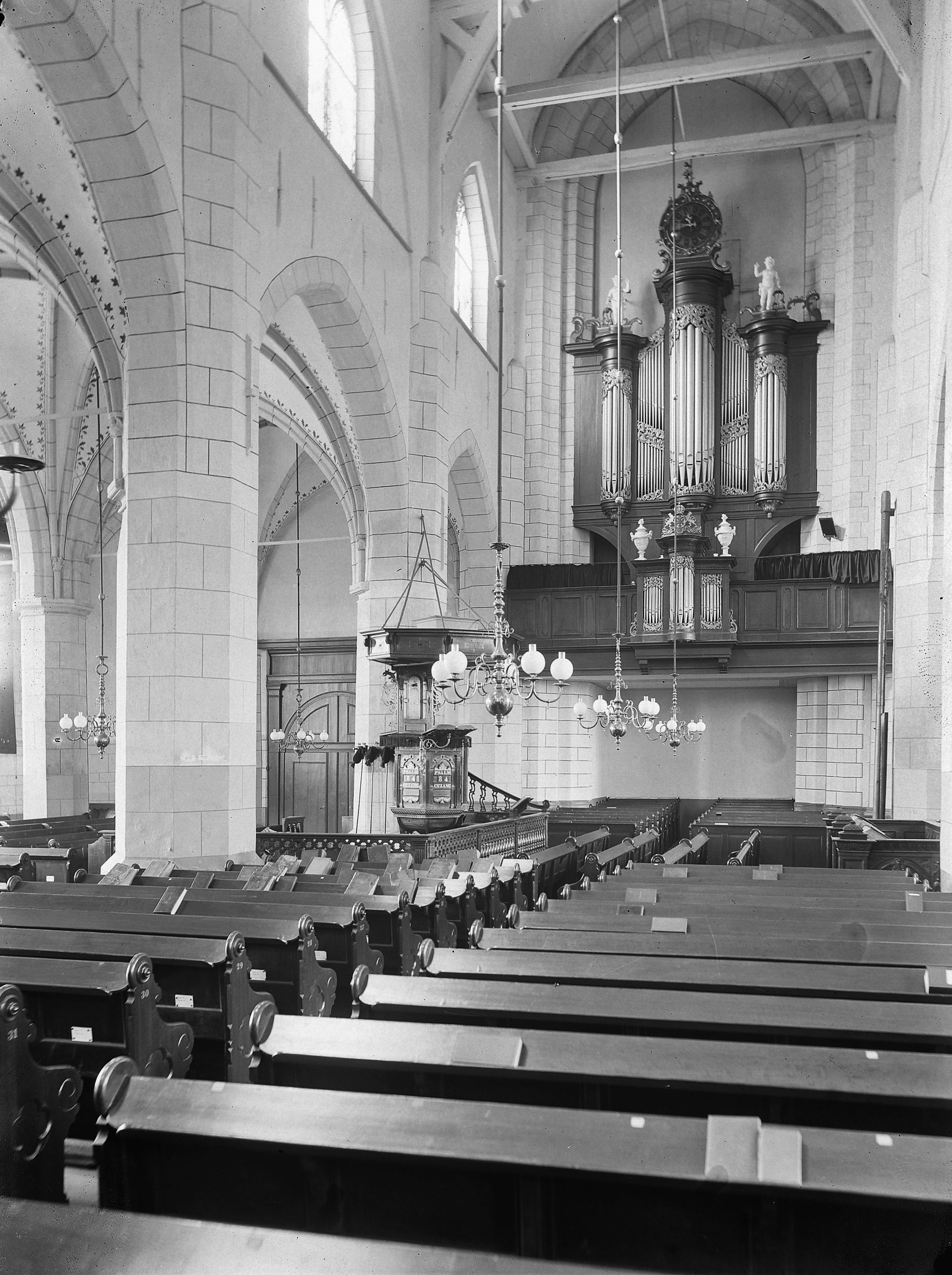
Wnętrze w 1907
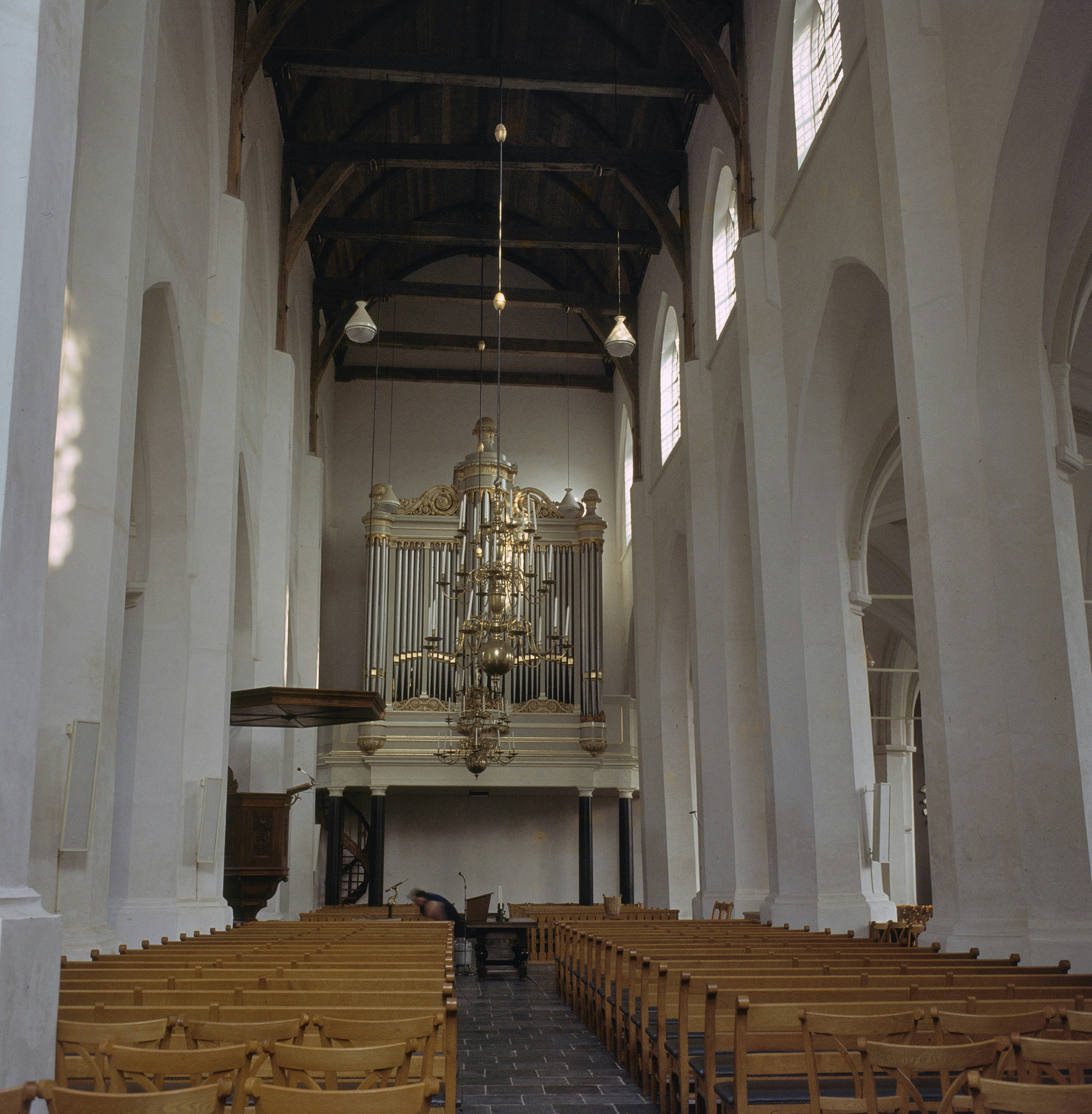
Wnętrze współcześnie
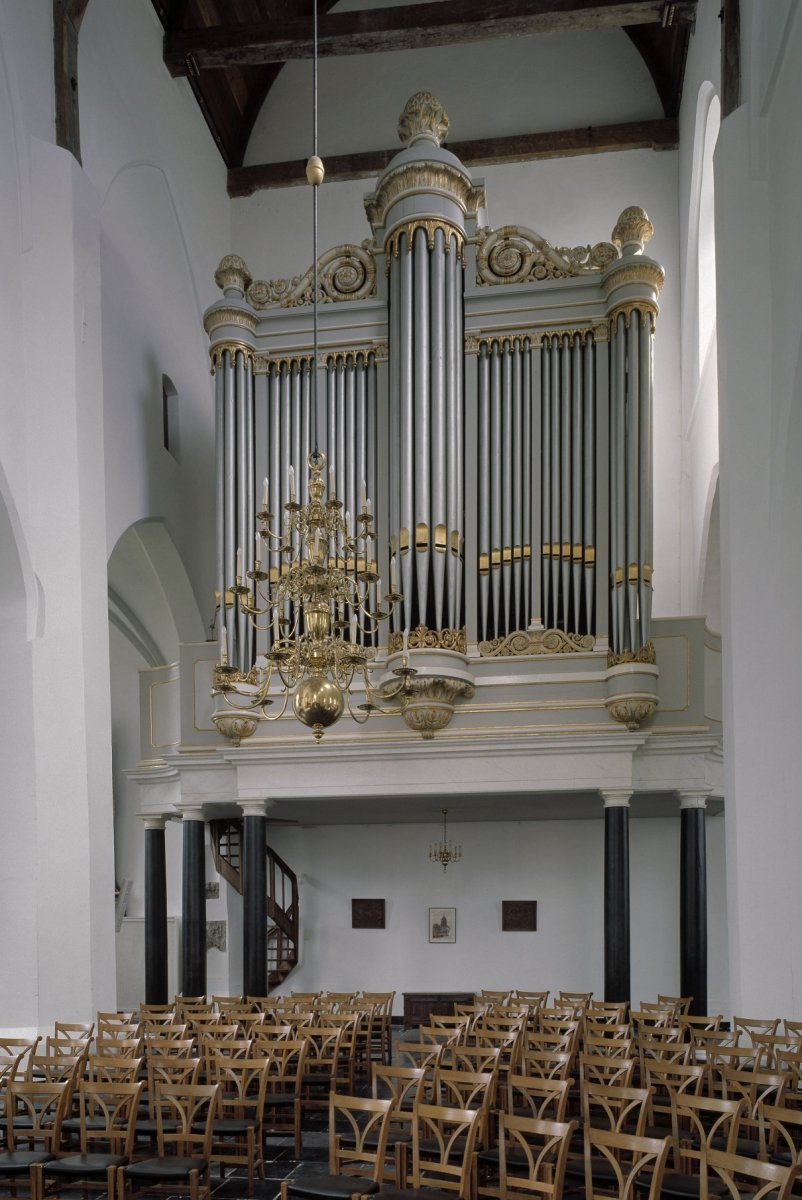
Organy